# Cao'e-tempel
De Cao'e-tempel is een tempel in China die werd gebouwd ter ere van Cao E, een jong meisje dat verdronk toen zij haar vader probeerde te redden. Zij deed dit in een daad van kinderlijke gehoorzaamheid. De tempel werd voor het eerst gebouwd in het jaar 151, en is verschillende keren verplaatst, herbouwd, gerestaureerd en uitgebreid. De laatste keer dat deze tempel werd herbouwd was in 1929 na een grote brand, de restauratie duurde toen tot 1936.

## Locatie en beschrijving
De Cao'e-tempel is gelegen in het Shangyu District, Shaoxing, provincie Zhejiang, China. De tempel is naar het oosten gericht en kijkt uit over de Cao'e-rivier, met aan de achterkant van de tempel een uitzicht op de Phoenix berg. De tempel is gebouwd op een oppervlakte van 6000 vierkante meter, de tempel zelf meet 3840 vierkante meter. In de tempel zijn verschillende muurschilderingen aangebracht die het verhaal van Cao E beschrijven. De tempel is gebouwd met veel steen- en houtsnijwerk.
In 1093 liet keizer Song Zhezong een grote hal in de tempel bouwen. Er zijn meer dan 30 steles geschonken door beroemde mensen en tentoongesteld in de tempel ter ere van Cao E. Enkele van deze beroemde mensen zijn: Mi Fu, Tang Yin, Wen Zhengming en Chiang Kai-shek.

## Cultureel erfgoed
De Cao'e-tempel heeft een rijk cultureel erfgoed van bijna 2000 jaar en heeft een hoge artistieke waarde. Het is in binnen- en buitenland vermaard om zijn houtsnijwerk, muurschilderingen en kalligrafie. Sinds 1989 is de Cao'e-tempel opgenomen in de lijst van beschermde nationale en culturele relikwieën. Elk jaar van 15-22 mei is er een festival in de Cao'e-tempel, met op 22 mei een herdenkingsdienst voor Cao E in de tempel. De tempel wordt de eerste tempel van Jiangnan genoemd.

## Galerij

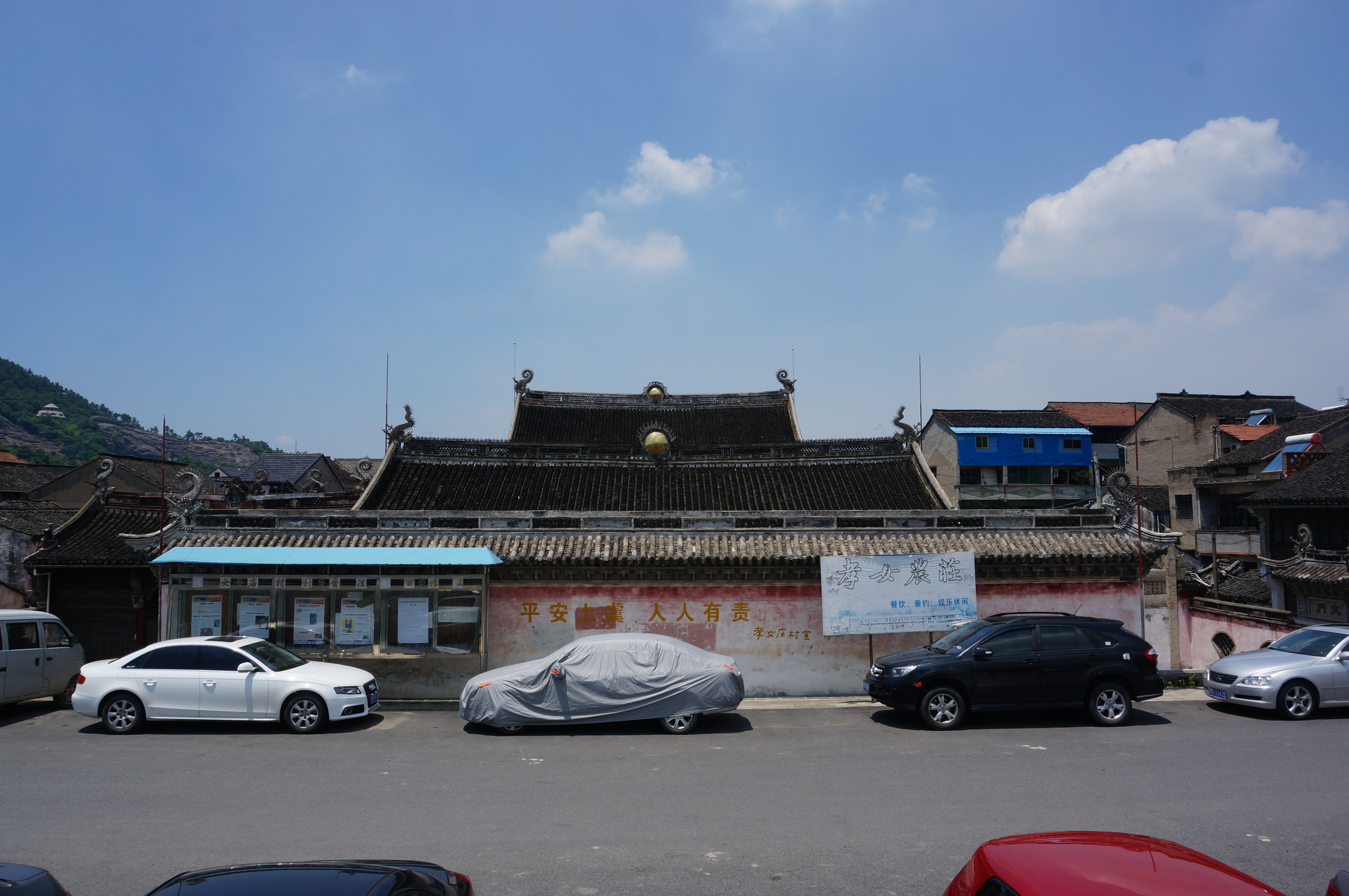
De skyline van het complex
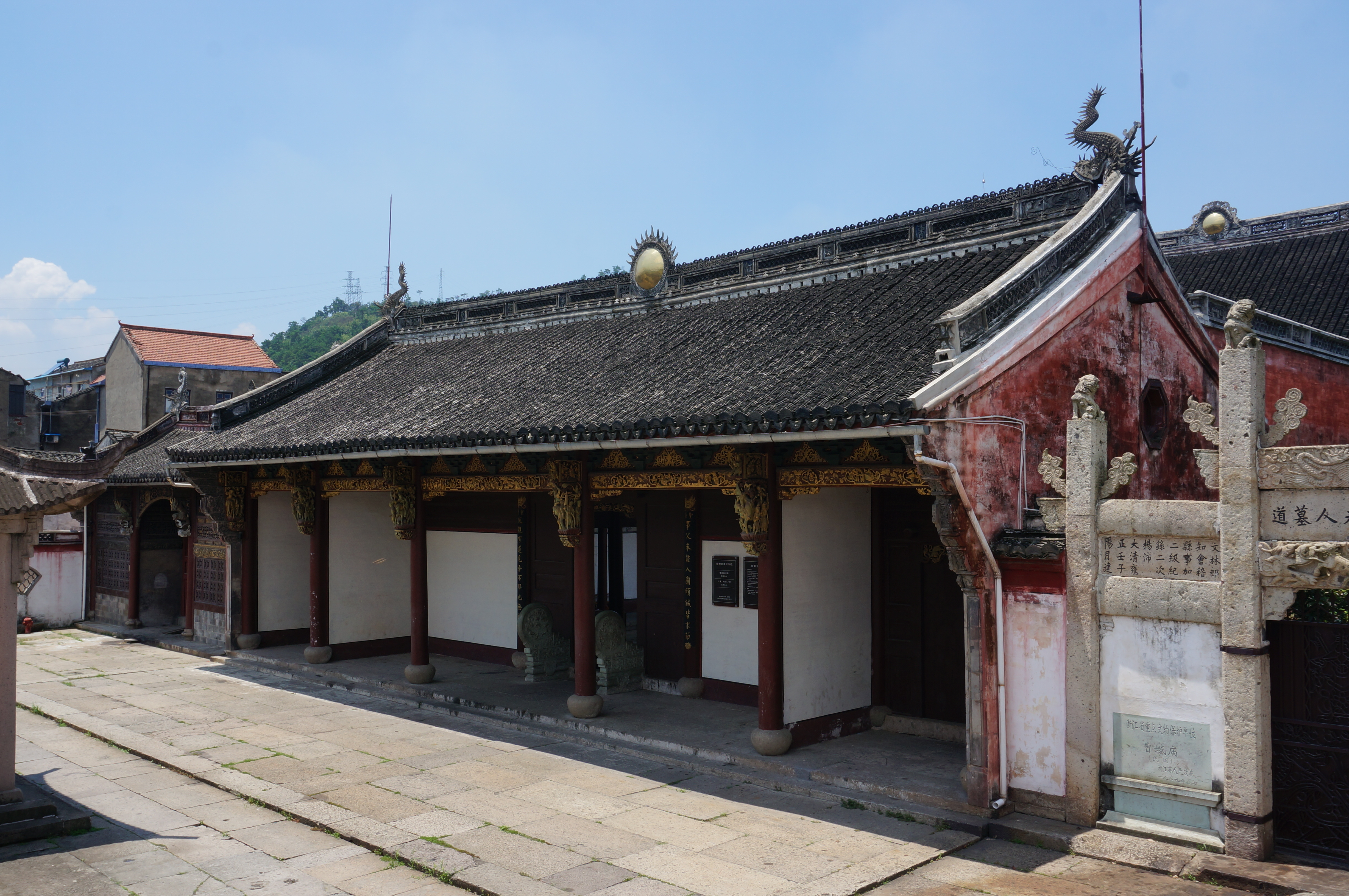
De Façade van de tempel, kijkend naar het oosten over de Cao'e-rivier
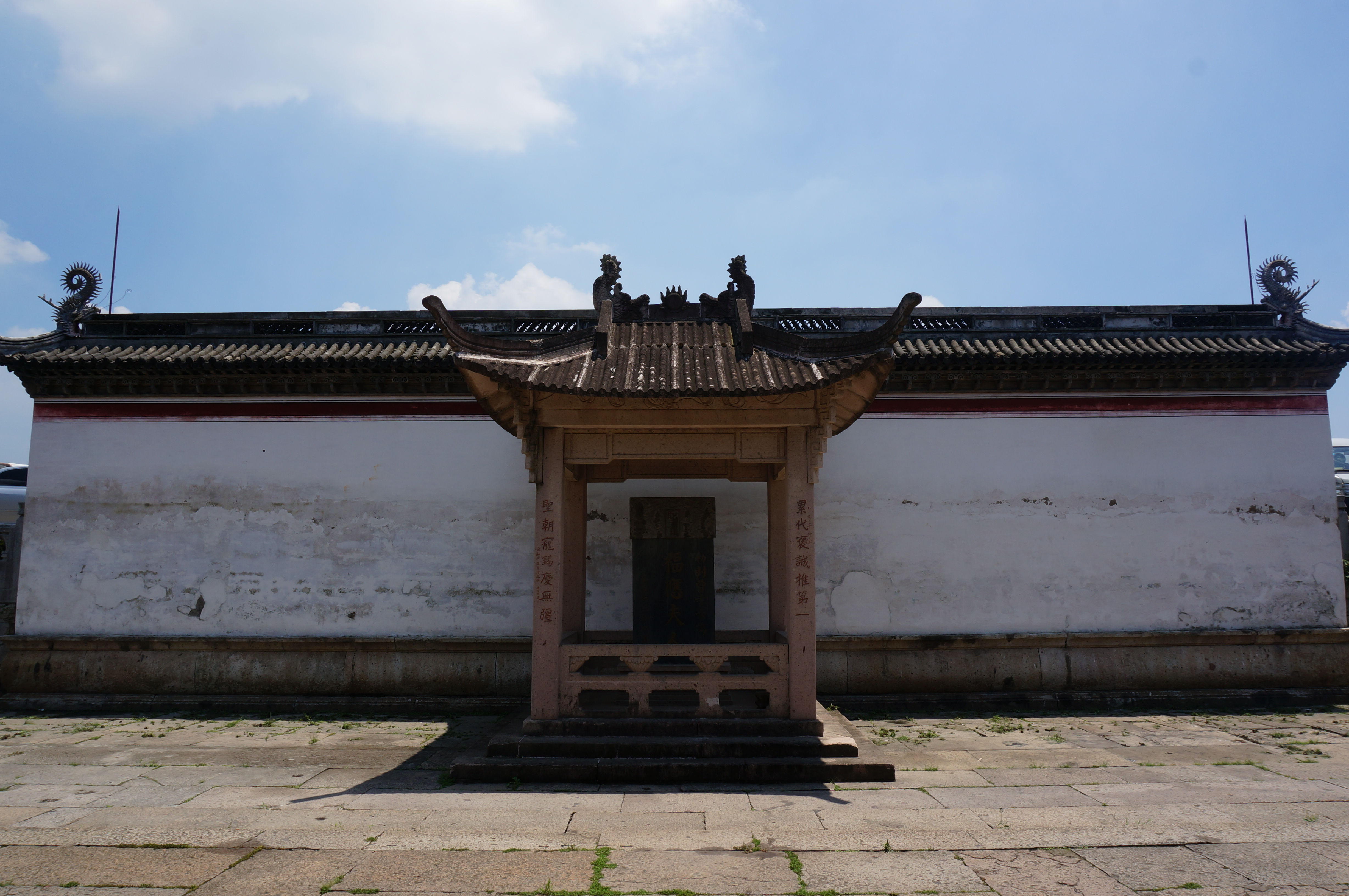
De achterkant van de façade
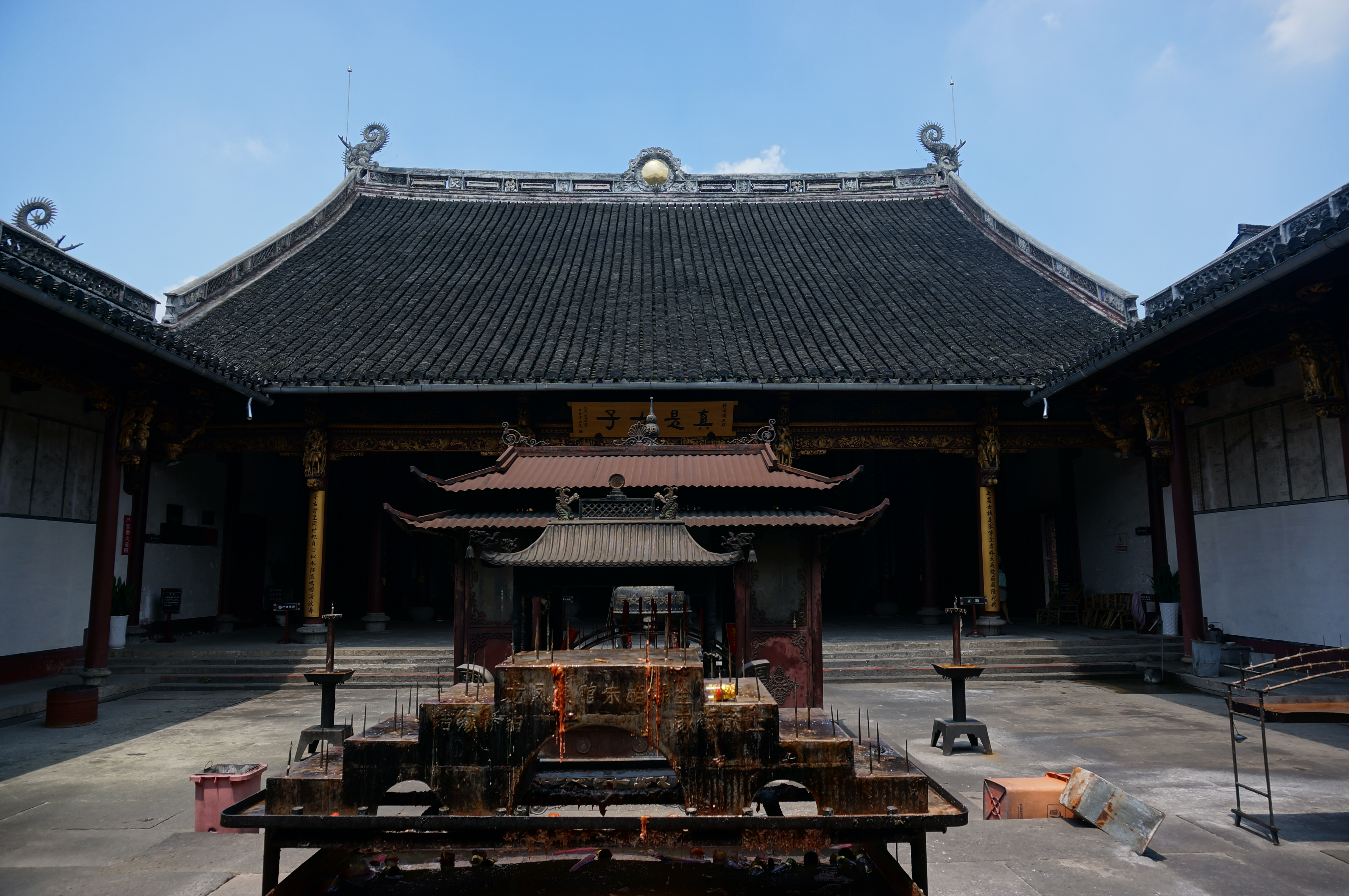
De hoofdzaal van het complex
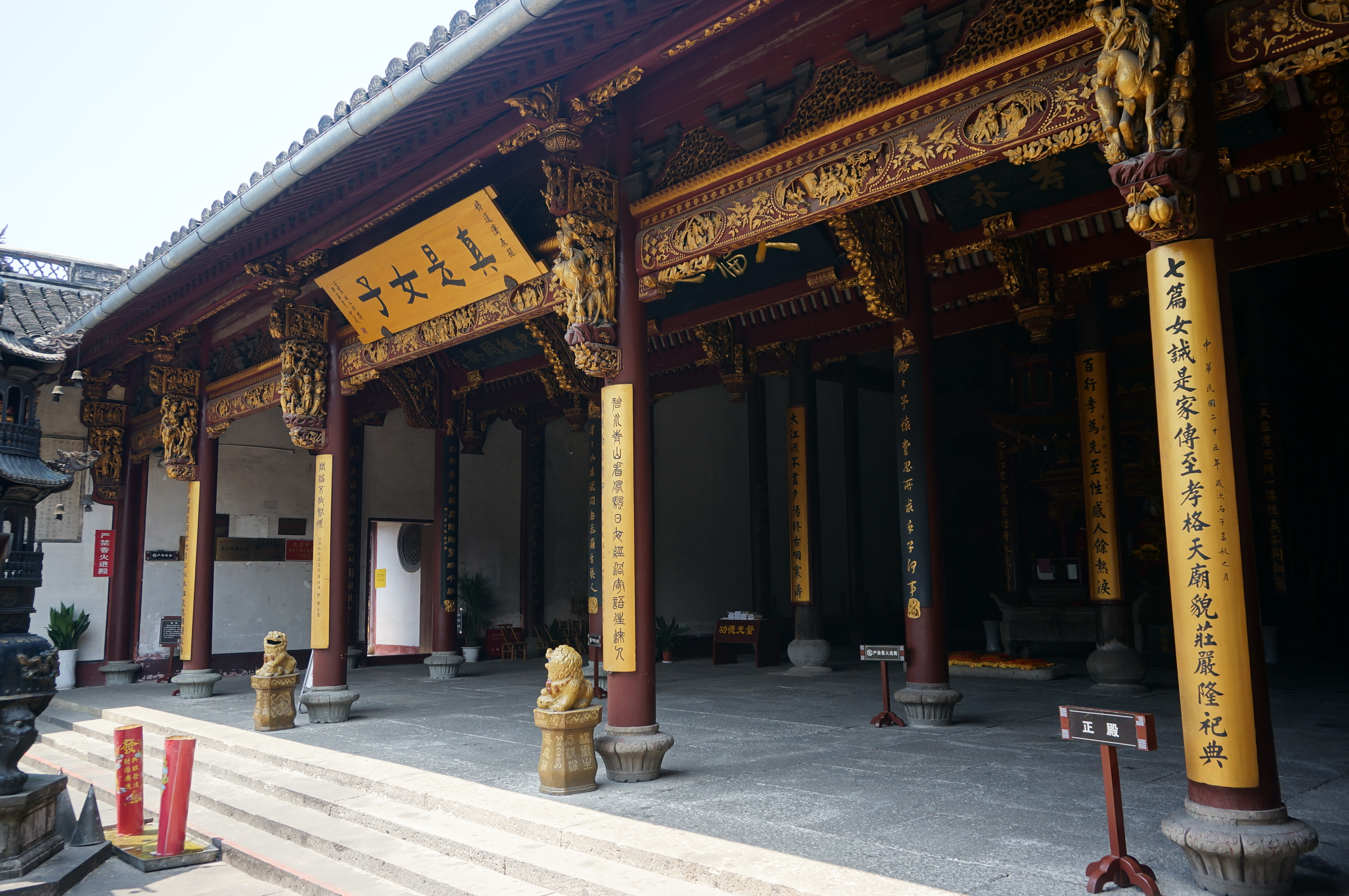
Een closeup van de hoofdzaal
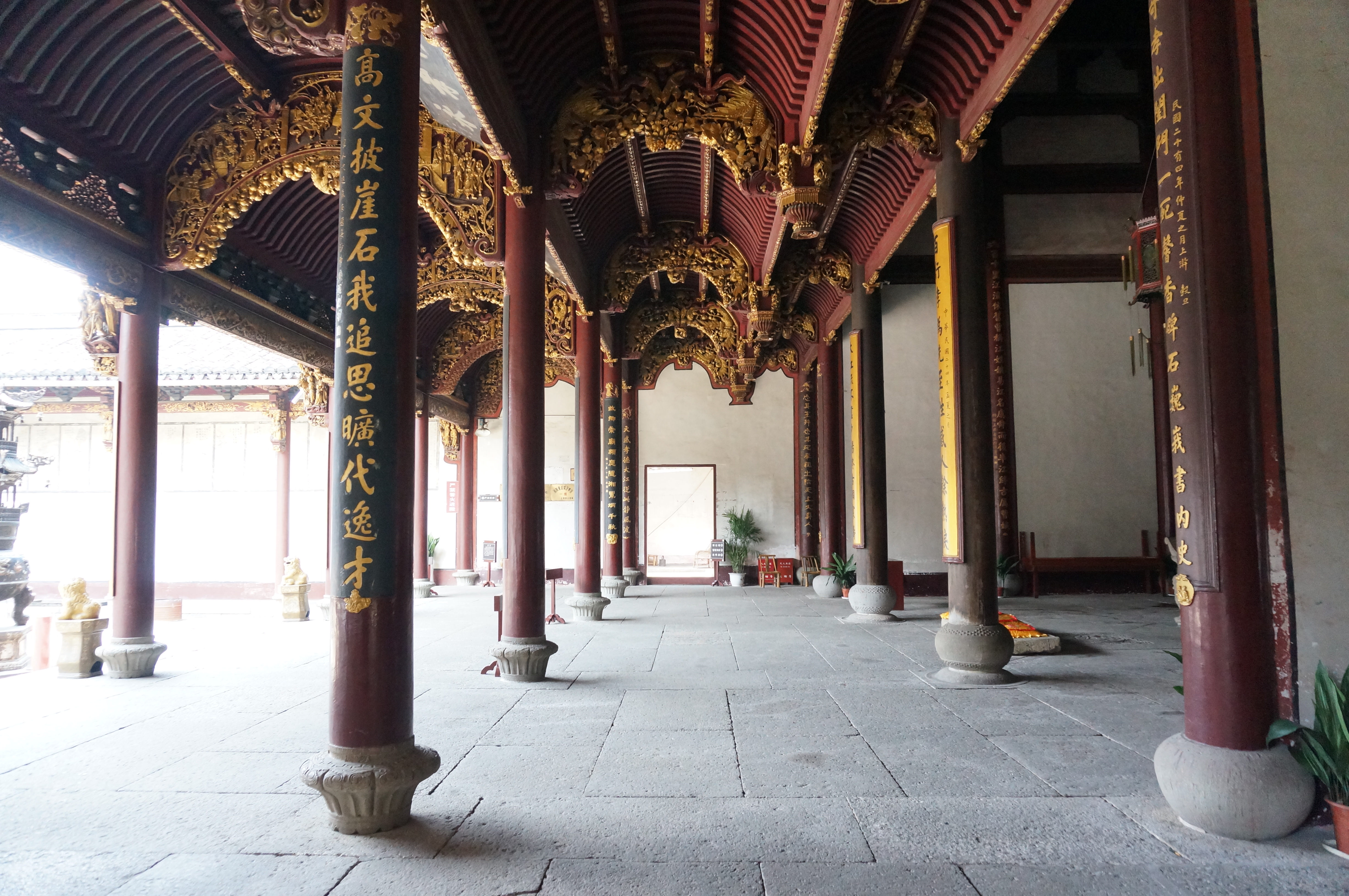
De voorkant van de hoofdzaal
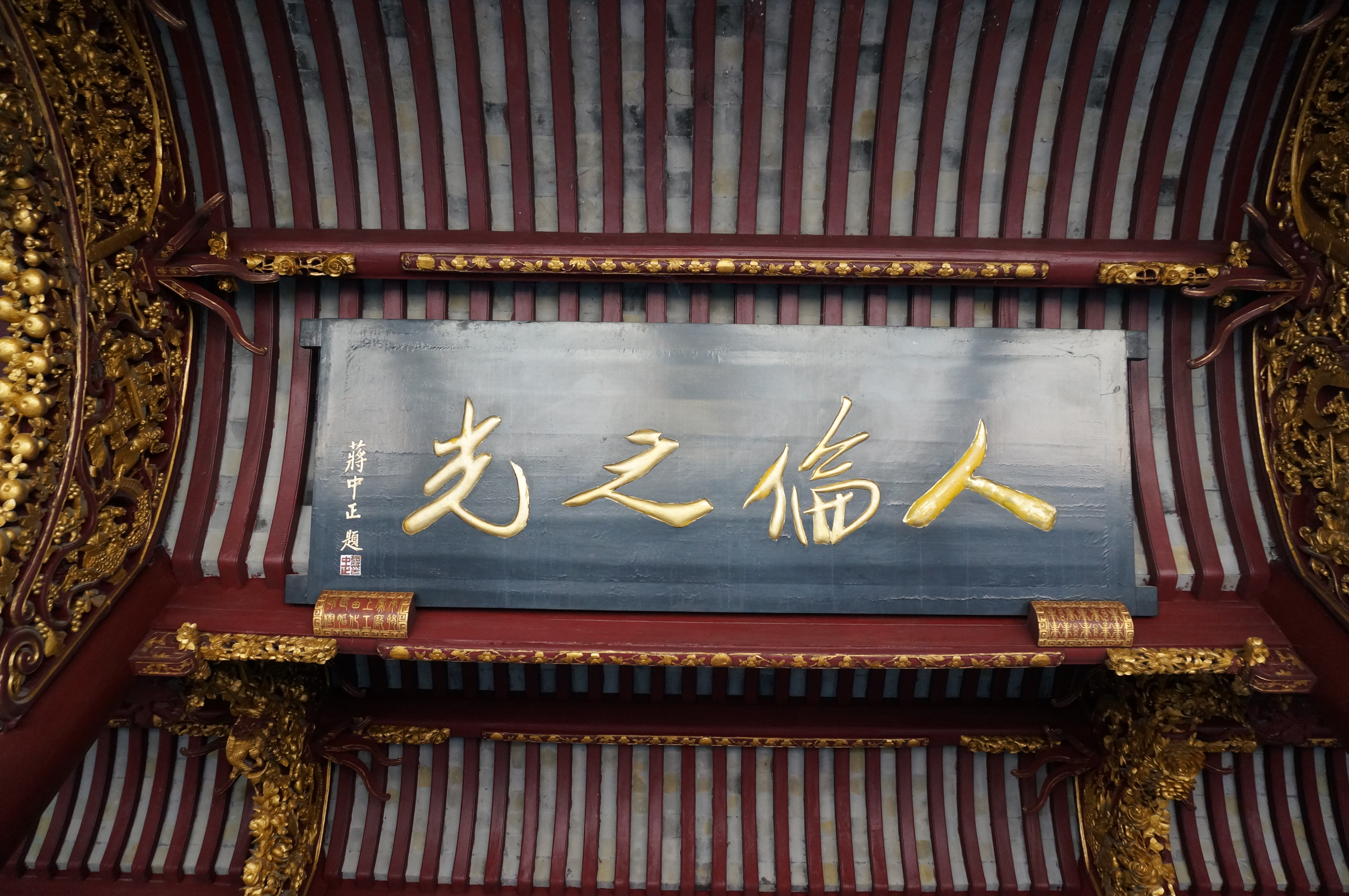
Plaquette door Jiang Zhongzheng
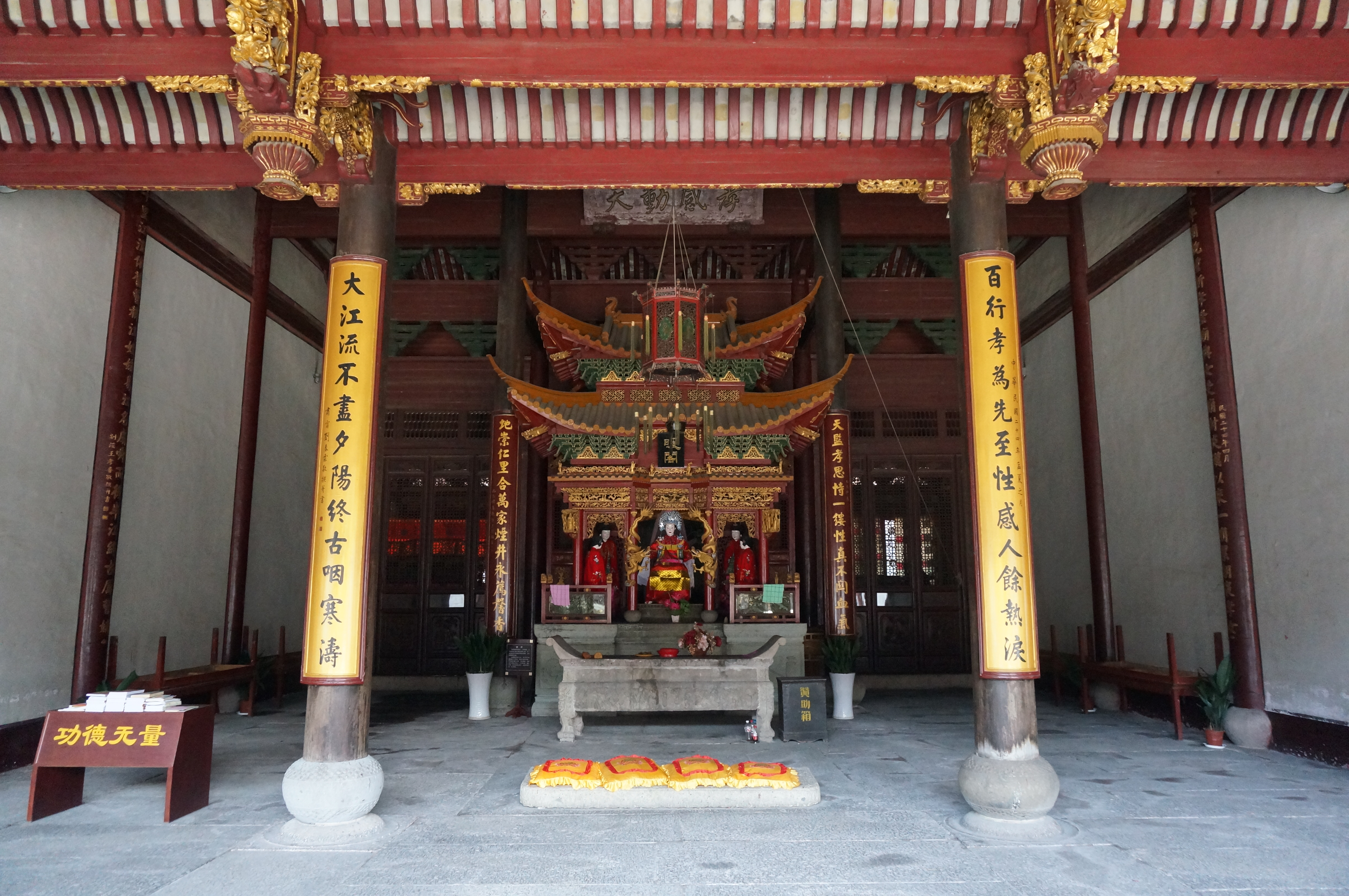
Binnenkant of de hoofdzaal met een standbeeld van Cao E in een paviljoen
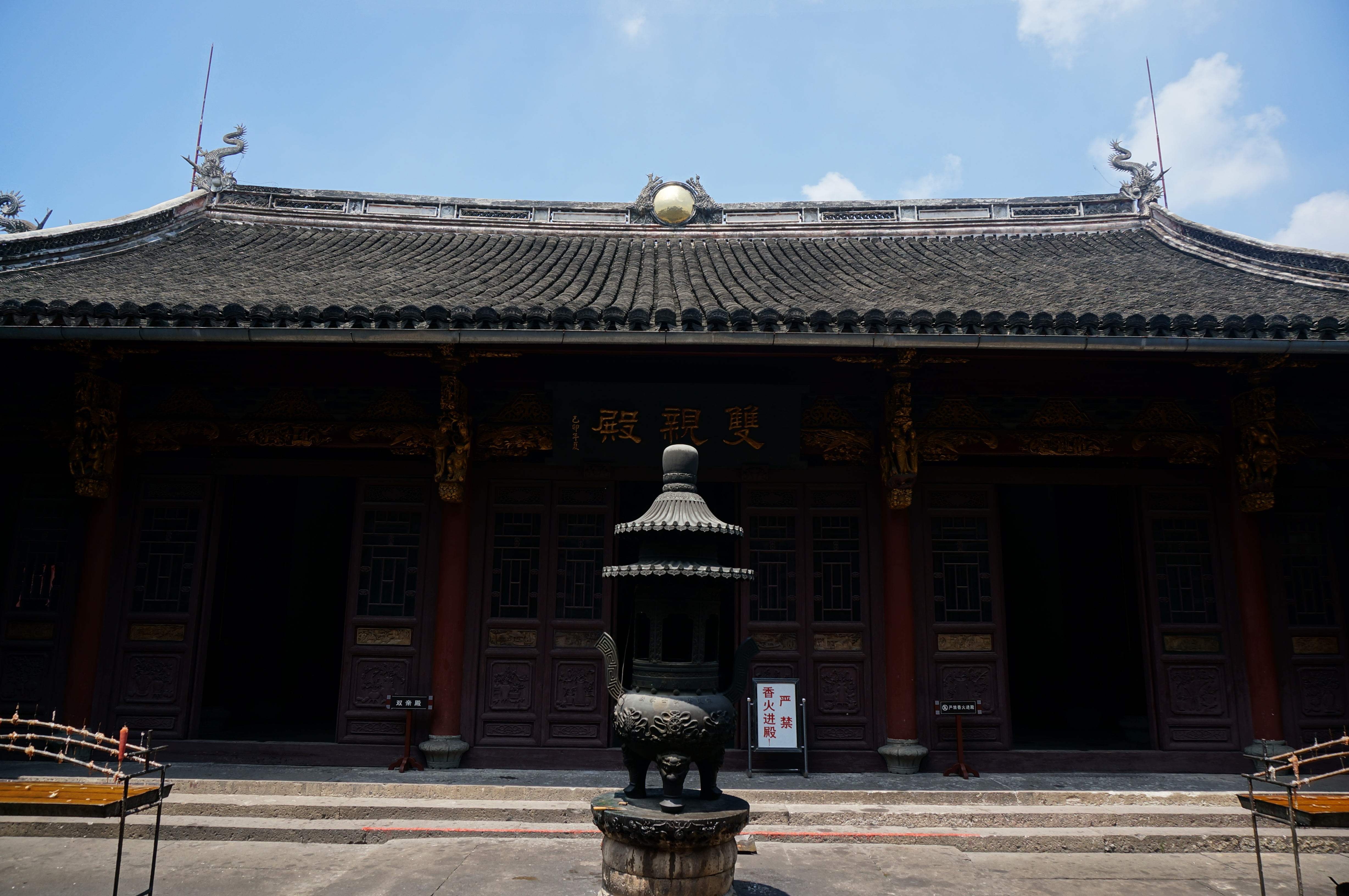
Achterzaal van het complex
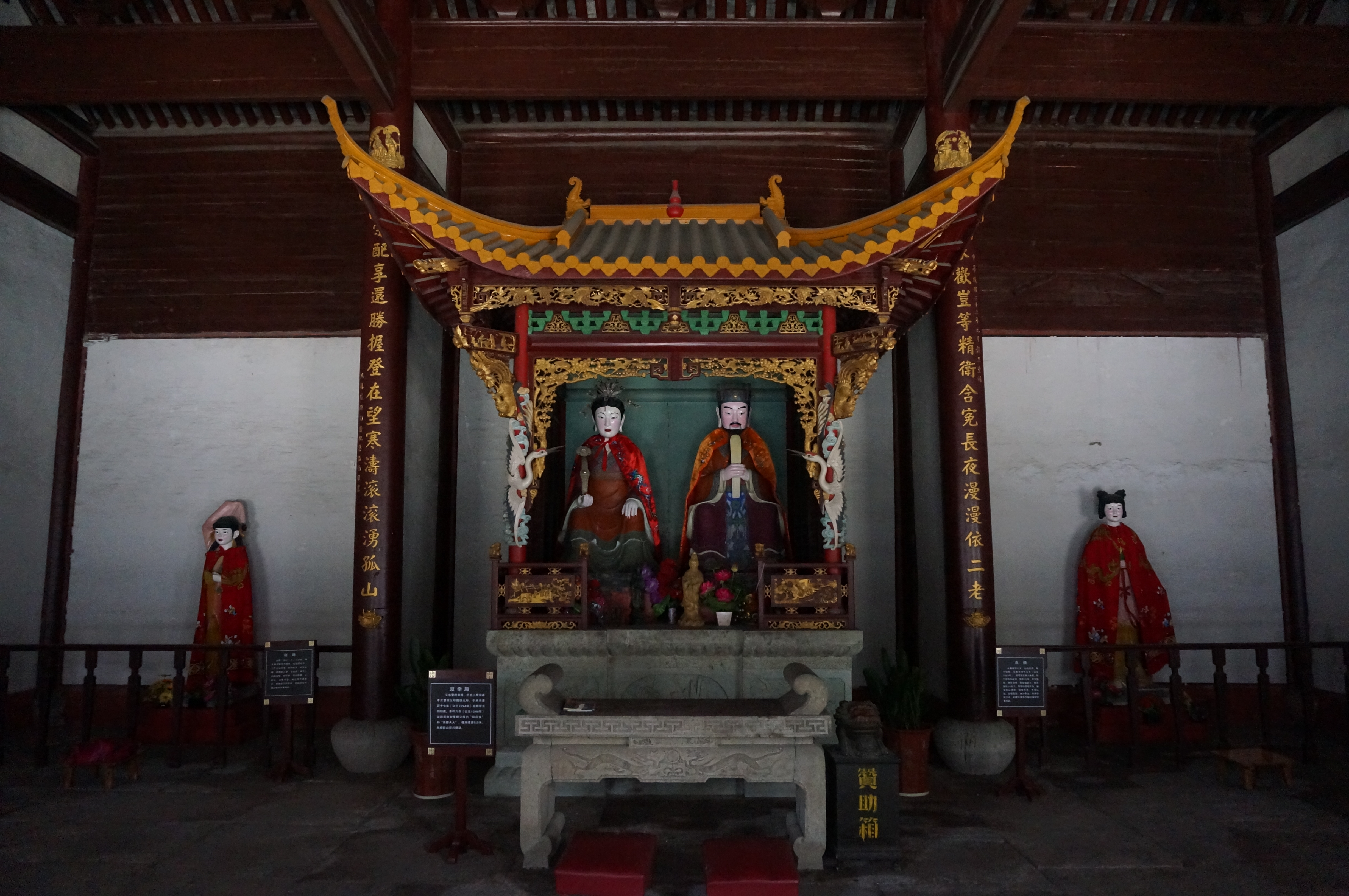
Binnenkant van de achterzaal, met beelden van de ouders van Cao E
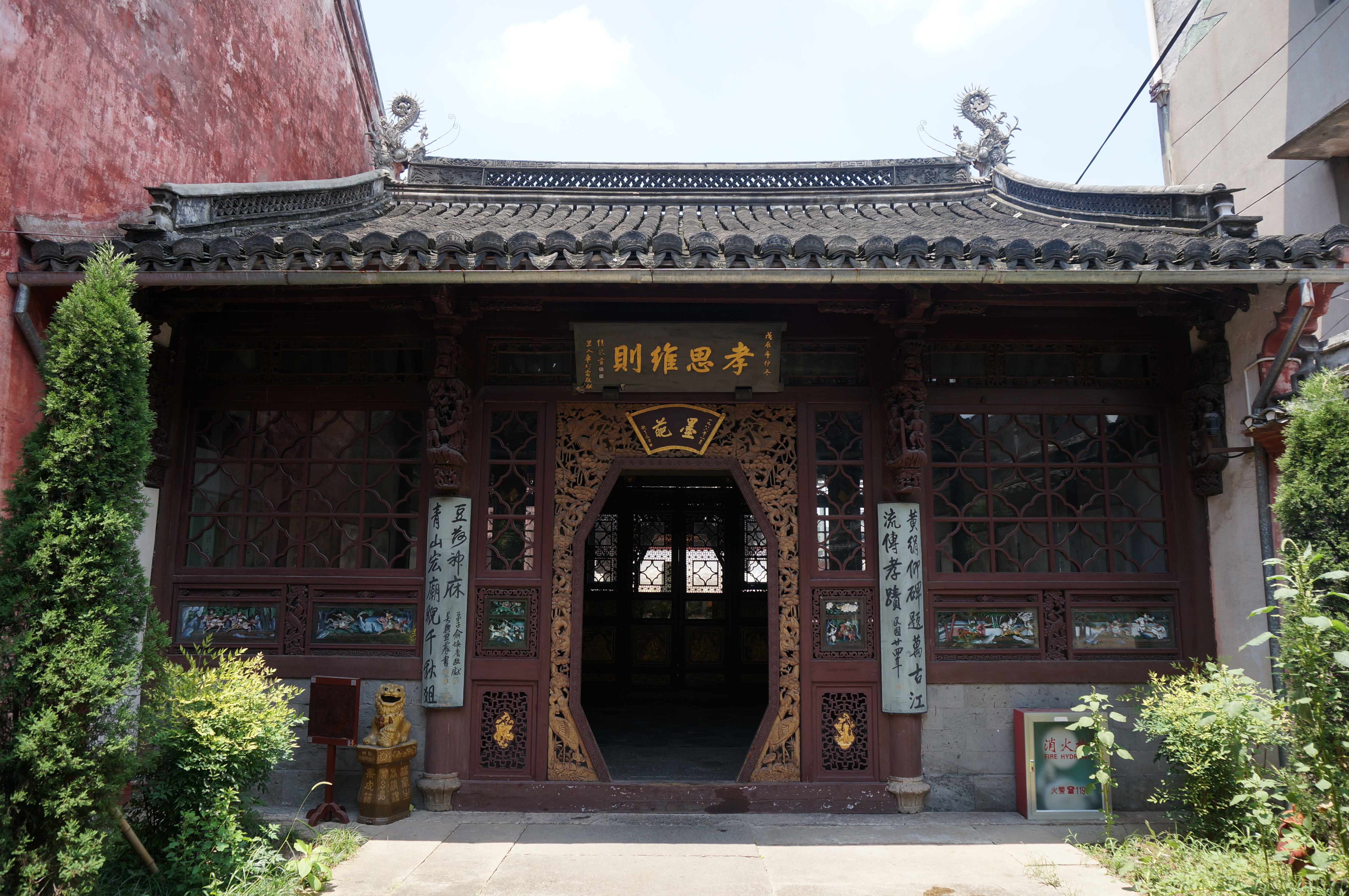
Het paviljoen in de noord-as
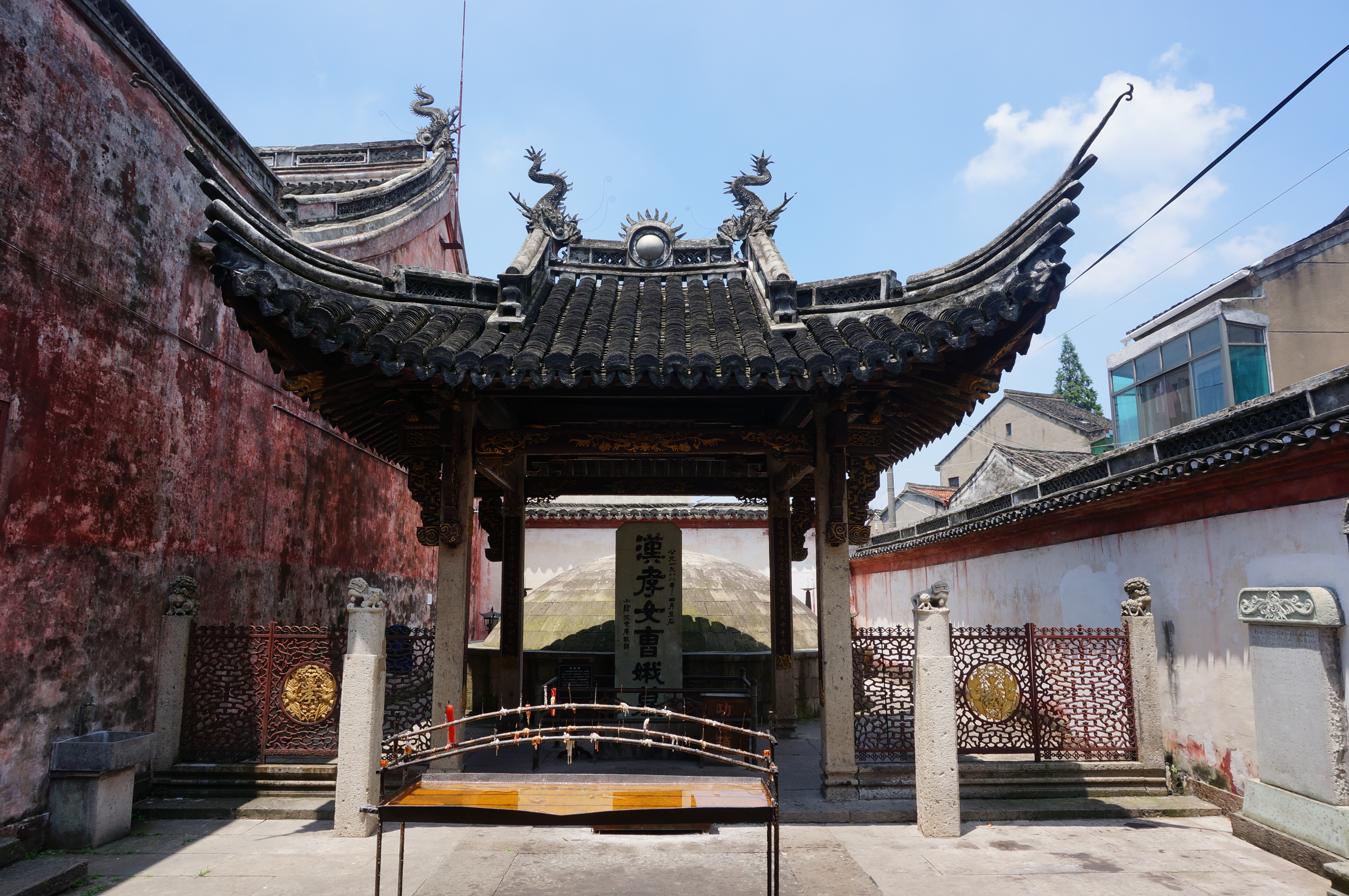
Cao E's graf in het noorden van het complex
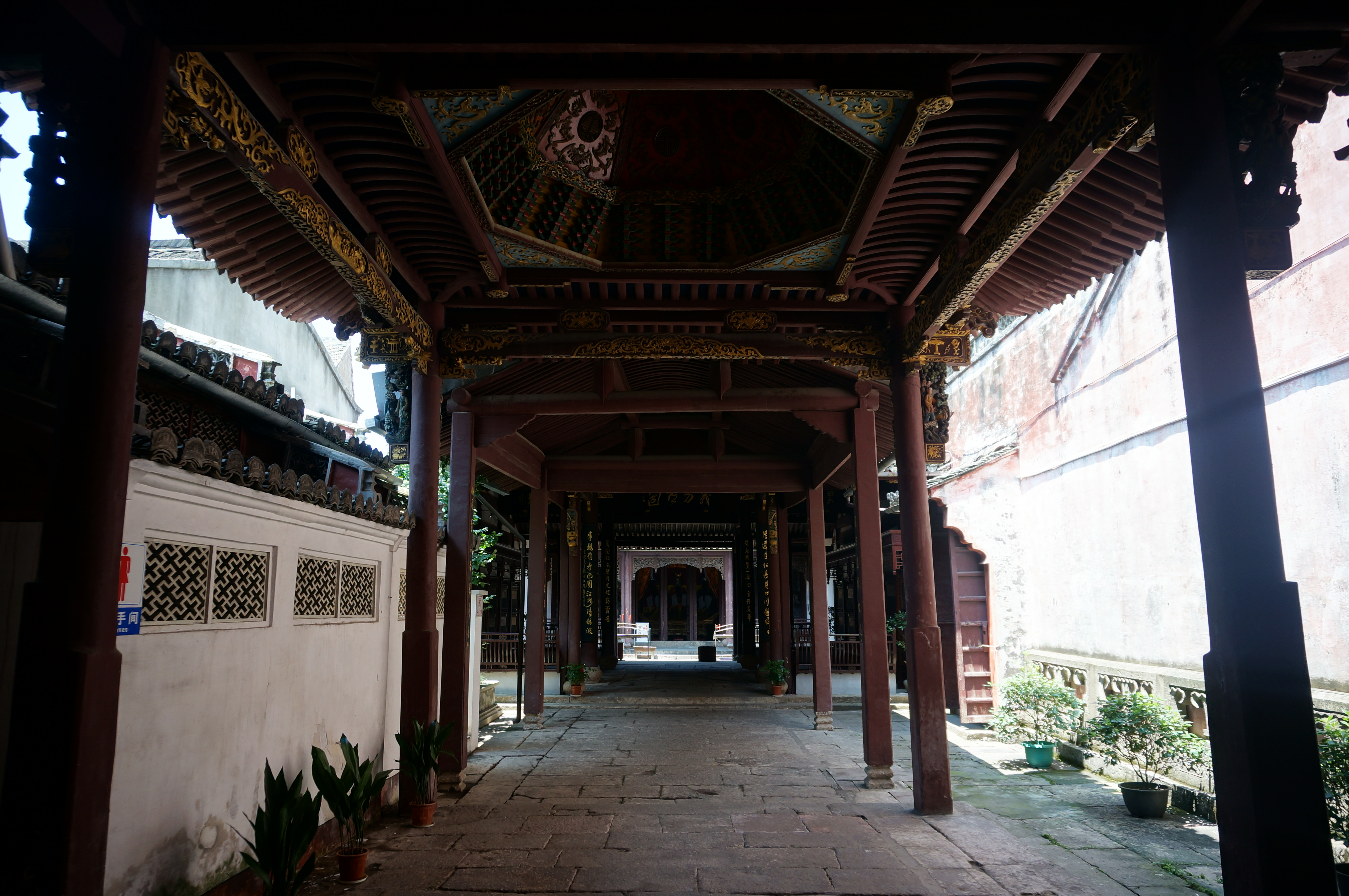
Het zuidelijk gelegen paviljoen
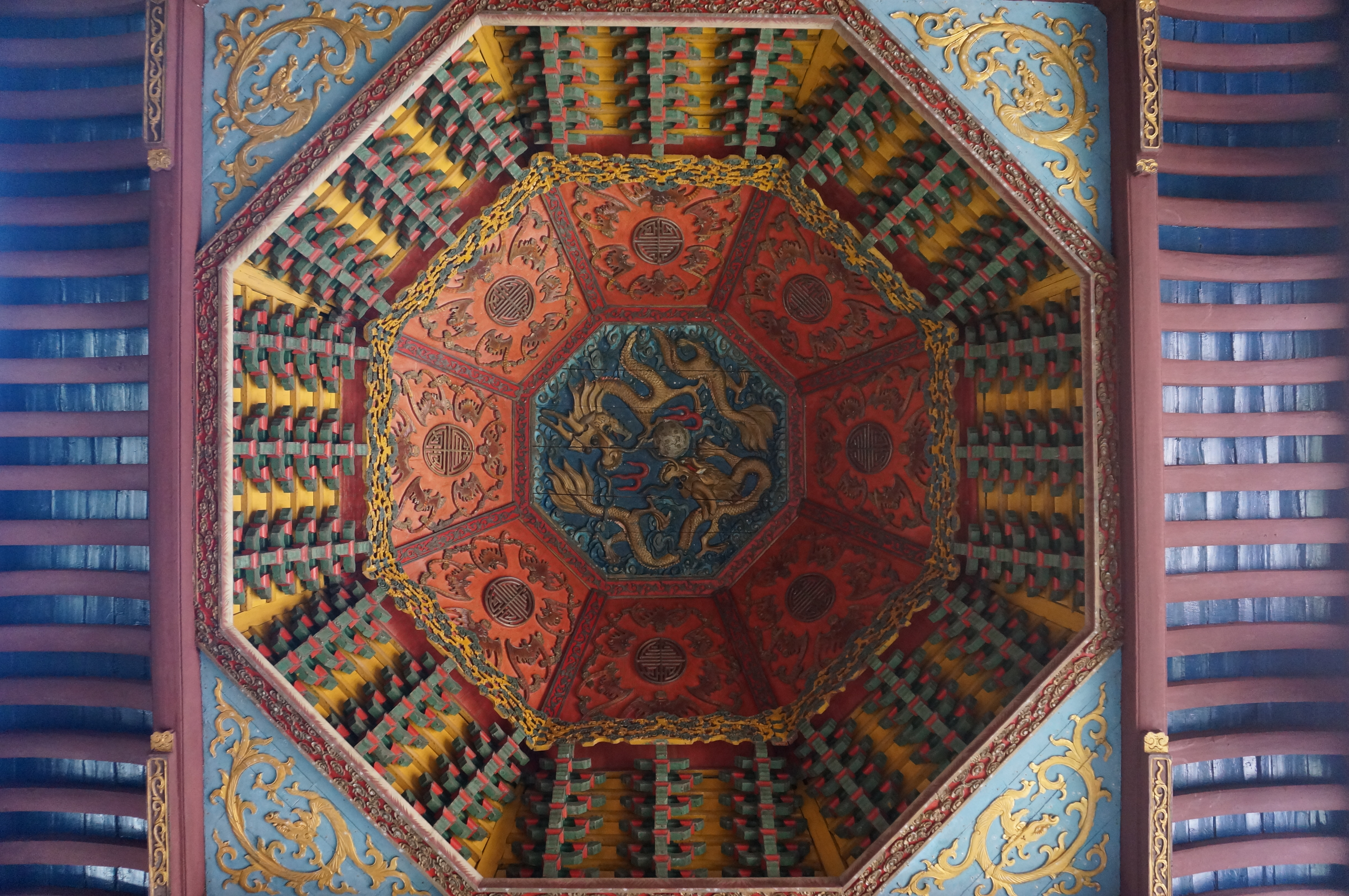
Een kunststuk in de gang
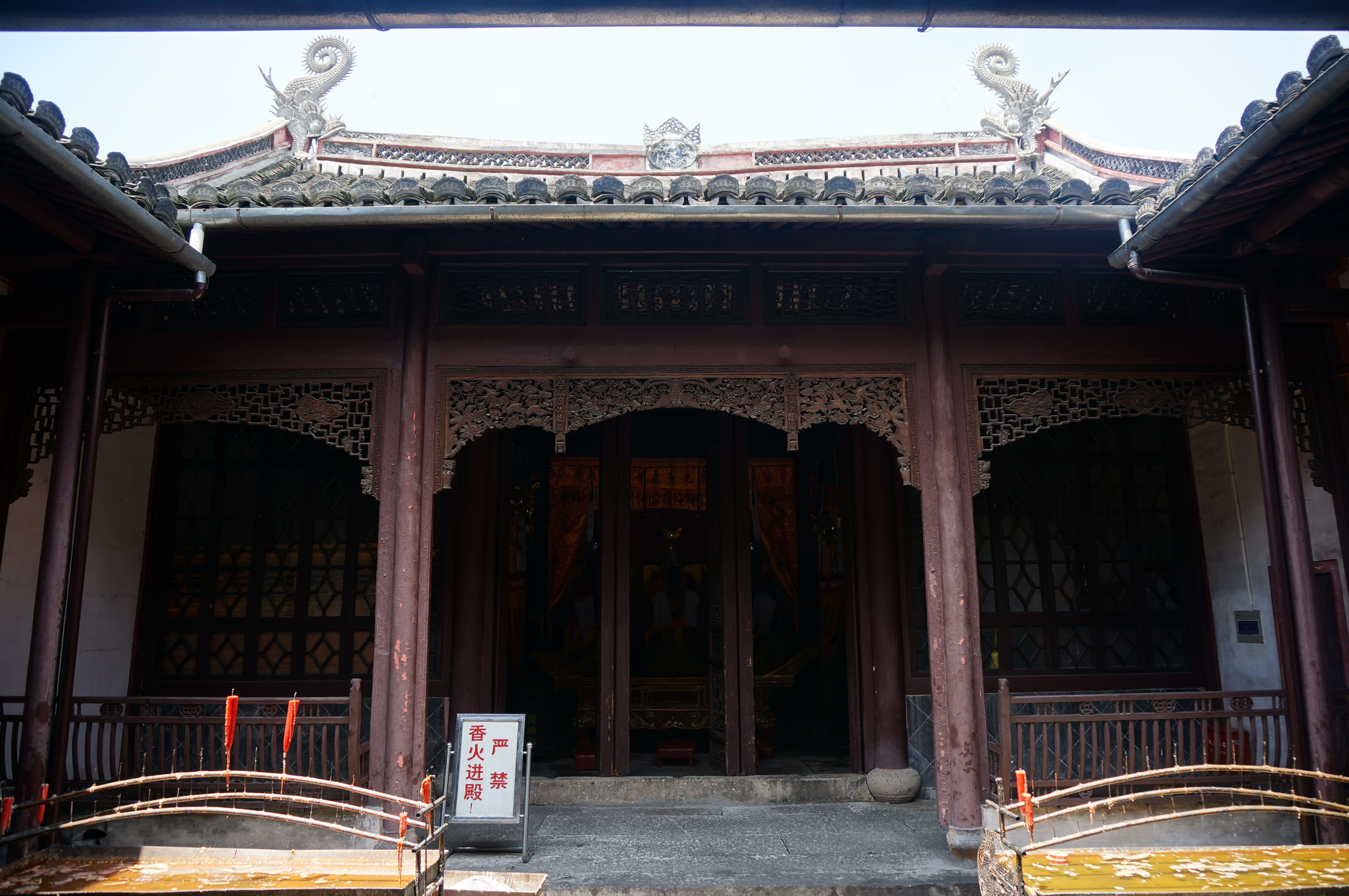
Yan Wang zaal in het zuidelijke gedeelte van het complex